# Kolkowski II
Kolkowski II (Kolkow, Parskowski, Wieniawa odmienny, Bawola Głowa odmienny) – pomorski herb szlachecki, według Przemysława Pragerta odmiana herbu Wieniawa.

## Opis herbu
Herb znany w przynajmniej trzech wariantach. Opisy zgodnie z klasycznymi regułami blazonowania:
Kolkowski II: W polu czerwonym głowa bawola lub żubrza czarna. Klejnot: nad hełmem w koronie dwa skrzydła orle czarne. Labry czarne, podbite czerwonym.
Kolkowski IIa: W polu srebrnym głowa bawola czarna z pierścieniem złotym. Klejnot: nad hełmem w koronie dwa skrzydła orle w prawo, jedno na drugim, srebrne i czarne. Labry czarne, podbite srebrem.
Kolkowski IIb: W polu złotym głowa bawola czarna z pierścieniem złotym, przeszyta strzałą srebrną w skos. Na tarczy sama korona szlachecka.

## Najwcześniejsze wzmianki
Herb rodziny Kolkowskich począwszy od XVII wieku. Herbem Kolkowski II miała się posługiwać Teresa Parzkowska, babka macierzysta Antoniego Marcina Lipińskiego, instalowanego w 1768 roku na kanonika włocławskiego. Takiego samego herbu miał używać żyjący w XVII wieku Johann Kolkow, sekretarz miasta Gdańska. 
Herb Kolkowski IIa przytacza autor monografii rodziny Kolkowskich z 1969/70 roku. 
Herb Kolkowski IIb zamieszczony był na wywodzie szlachectwa z 25 listopada 1817 roku.

## Herbowni
Kolkowski (Colcau, Colckaw, Colckow, Colkaw, Colkow, Culkau, Culkaw, Kahlkow, Kahlkowski, Kalkaw, Kalkow, Kolckaw, Kolckow, Kolkau, Kolkaw, Kolko, Kolkow, Kolkowo, Kollkau, Kołkowski, Kulkau, Kulkowski, błędnie Koskowski, Kotkowski). Rodzina ta nosiła także, przejściowo, nazwiska odmiejscowe Parskowski (Parzkowski), Opaliński (Oppolinski, Wobbalinski), Strzebieliński (Trzebieliński).
Rodzina ta pierwotnie używała herbu Kolkowski. Zmiana herbu mogła być wynikiem koligacji rodzinnych z rodem Janowskich, w efekcie których zapożyczyli ich godło herbowe, zostawiając ze swojego jedynie klejnot. Czasami "nowy" herb Kolkowskich interpretowany także jako Pomian. 